# Suessioni

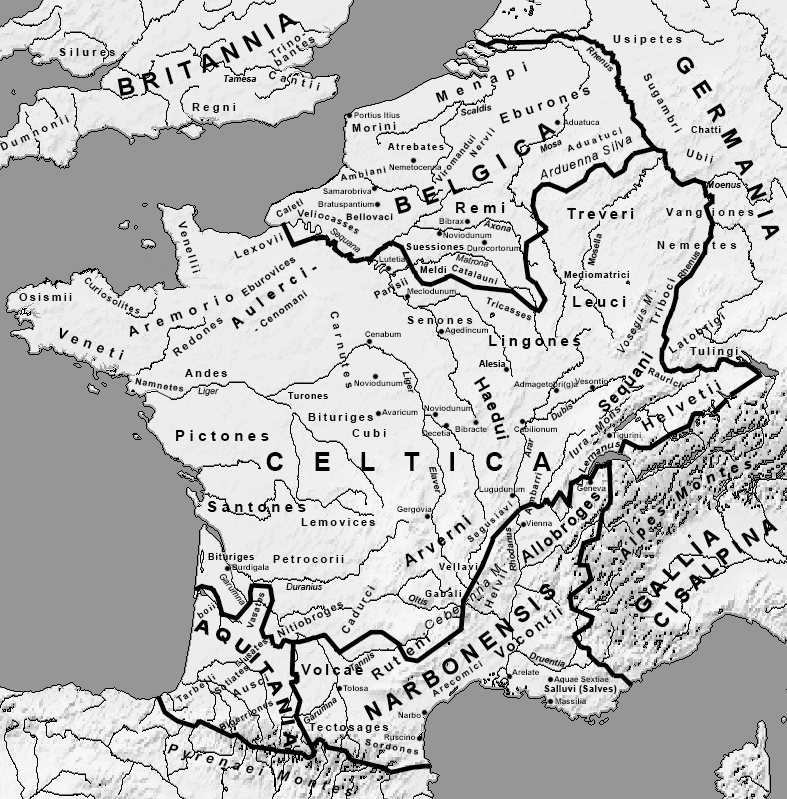
La Gallia

I suessioni (o forse suessoni) erano una tribù della Gallia Belgica del I secolo a.C. che viveva tra i fiumi Oise e Marna. Il loro territorio ruotava intorno all'odierna città di Soissons. Furono conquistati nel 57 a.C. da Gaio Giulio Cesare.
Nel De bello Gallico Cesare racconta che nel 57 a.C. i suessioni erano governati da Galba e che un loro sovrano, Diviziaco, «era stato l'uomo più potente di tutta la Gallia, tanto che governò sia una gran parte di queste regioni sia della Britannia». Stando a Cesare, la loro capitale era Noviodunum (cioè "Città nuova", forse l'odierna Soissons).